# Regioni dell'Uganda

Regioni dell'Uganda

Le regioni dell'Uganda sono la suddivisione territoriale di primo livello del Paese e sono pari a 4. Ciascuna di esse si articola ulteriormente in distretti.

## Lista
| Localizzazione | Regione                | Capoluogo | Popolazione (2014) | Superficie (Km²) |
| -------------- | ---------------------- | --------- | ------------------ | ---------------- |
|                | Regione Centrale       | Kampala   | 9 529 227          | 61 403           |
|                | Regione Occidentale    | Mbarara   | 8 874 862          | 55 277           |
|                | Regione Orientale      | Jinja     | 9 042 422          | 39 479           |
|                | Regione Settentrionale | Gulu      | 7 188 139          | 85 392           |

## Evoluzione storica
Nel 1974 la suddivisione in regioni, alle quali non furono peraltro attribuite funzioni amministrative, lasciò il posto alla suddivisione in province, poi abolite nel 1980. Le province erano pari a 10.
- Provincia del Nilo (Nile Province)
- Provincia Settentrionale (Northern Province)
- Provincia di Karamoja (Karamoja Province)
- Provincia Occidentale (Western Province)
- Provincia Orientale (Eastern Province)
- Provincia del Nord Buganda (North Buganda Province)
- Provincia di Busoga (Busoga Province)
- Provincia Centrale (Central Province)
- Provincia Meridionale (Southern Province)
- Provincia del Sud Buganda (South Buganda Province)